# سیارک ۵۰۲۷
سیارک ۵۰۲۷ (به انگلیسی: 5027 Androgeos، نامگذاری:1988BX1) پنج هزار و بیست و هفتمین سیارک کشف شده‌است که در ۲۱ ژانویه ۱۹۸۸ کشف شد.
قدر مطلق سیارک برابر ۹٫۴۰ است.